# 楽天ブックス
楽天ブックス（らくてんブックス、Rakuten books）は、楽天グループ株式会社ブックス事業部が運営するオンライン書店。書籍、CD、DVD、BD、ゲームソフトなどの販売・予約を行っている。

## 概要
2000年に楽天と日本出版販売株式会社の折半出資で「楽天ブックス株式会社」として設立した。その後、2003年に楽天が日本出版販売の出資分を買い取り、完全子会社化した（業務提携は現在も継続）。さらにその後の2007年12月に親会社である楽天株式会社に吸収合併され「楽天株式会社ブックス事業部」となる。
書籍やCD・DVDの購入以外にも、洋書やソフトウェアの購入・予約もできる。
楽天市場内で最も人気がある店で年間ランキングでも1位になったこともある。
倉庫は、埼玉県入間郡三芳町北永井432番地1号の「日本出版販売株式会社 web-bookセンター」 の中にある。

## 沿革
- 2000年10月24日 楽天株式会社と日本出版販売株式会社の折半出資で、楽天ブックス株式会社として設立。
- 2001年4月 サービス開始[4]。
- 2003年10月31日 楽天株式会社の完全子会社になる。
- 2007年12月1日  楽天株式会社が吸収合併し、楽天株式会社ブックス事業部となる。

## 特徴

### 楽天スーパーポイント
楽天市場、楽天トラベルなどの楽天グループの提供するサービスと共通でポイントが利用できる。通常は購入金額100円あたり1ポイント（楽天カードを使用した場合は2ポイント）が付与される。1ポイントは1円として利用できる。

### 送料無料サービス
全ての商品は送料無料で配送している。
キャンペーンで購入金額にかかわらず、全ての送料が無料になっている。
商品はJP、Rakuten Expressで配送している。

### コンビニ受取サービス
一部商品をコンビニエンスストアにて24時間受取可能なサービス。税抜きで3,000円以上の注文に対して送料が無料になるが、それ未満の場合はコンビニ送料（300円・税込）が手数料として加算される。また2020年現在、コンビニ受取の場合はクレジット決済等は使えずコンビニ店頭払いを支払方法として選択する必要があり、別途支払手数料（265円・税込）が加算される。
楽天ブックス＠ファミマ受取便（2007年5月17日開始）ファミリーマートの店舗（注文時にユーザーが指定）で商品を受け取ることが出来る。店頭払いの場合は現金か、またはファミマTカード(クレジット)決済が出来た。現在は利用する際には店頭での現金払いが必須となった。
楽天ブックス@サークルKサンクス受取便（2008年2月1日開始）サークルKサンクスの店舗(注文時にユーザーが指定)で商品を受け取ることができる。代金をサークルKサンクスの店頭で決済する場合は現金で支払いが出来た。サークルKサンクスがファミリーマートへ吸収合併された事により、2016年9月28日を以て終了した。

#### 楽天ブックス＠ローソン受取便（2015年9月1日開始）
楽天ブックス＠サークルKサンクス受取便の終了に伴い、これに代わるものとして新たに始まった。コンビニ店頭払いか代引きが選べる。最短で店舗配達翌日から受取可能で、取置期間は1週間。

#### 楽天ブックス＠ミニストップ受取便(2015年11月24日開始)
一部商品をミニストップの店頭で受け取れるが、ゆうパック受付に対応している店舗に限られる。店頭払いのみで、時間指定は対象外。

### 郵便局受取サービス
2019年8月1日開始。一部商品を指定した郵便局で受け取れる。コンビニ店頭払いには対応しておらず、代引きの場合は￥305の手数料がかかるものの、受取1回につき楽天ポイントが50ポイントが貰える。

## トラブル
- 2006年12月22日発売の「機動戦士ガンダムDVD-BOX1（完全初回限定生産）」を外箱に入れず裸の状態で発送した。このためコレクター商品であるにもかかわらず外装ダンボールに送り状が直接張られ、顧客に断りもなく外装ダンボールを開封し伝票を中に入れたためユーザーのひんしゅくを買った。同時期発売の「るろうに剣心 DVD-BOX全集・剣心伝」でも同じような被害が出ていた。
- 2007年7月15日から7月26日にかけてシステム障害により出荷遅延があったことを発表した[5]。
- 2007年12月、商品の価格表記に誤りがあり本来より低額で注文を受け付けていた。これに対し楽天ブックスはすでに商品を受け取った顧客に対し差額分を振り込むよう呼びかけた。[要出典]
- 2011年3月4日・5日の2日間にわたり、システムの不具合により楽天バンク決済利用者に対し、商品代金の多重引き落としのトラブルが発生する。週末のため、ユーザーはブックスへの問い合わせも確認もできず、ブックスからの連絡も3月6日昼まで一切なく、返金されるかさえ不明の状態が続く（後に1週間後に返金するとのメールが来る）。また2011年2月末のシステム変更前に3月以降の発売分を予約注文をした複数の顧客への未発送も続いており、ショップレビューにクレームが殺到する[6][出典無効]。この時期には「みなみけ8巻 ドラマCD付き限定版」（桜場コハル,講談社,2011年3月4日発売）のような、数量限定商品の発売も一部含まれており、予約者の多くは発売日を数日経過してからの一方的なキャンセル通告のメールにより限定版の入手が事実上不可能となり、ショップに苦情が殺到することとなった。キャンセル通告のメールには、商品を販売できない理由として「汚損 破損等による欠品」と記載されていた利用者も存在する[7][8]。しかし、3月10日に同商品の予約者に対し「キャンセルの案内は間違いであり、注文は継続中」とするメールを送付し、同日中に商品を発送した。予約者の中にはキャンセルを信じてネットオークション等で定価を超える価格で限定版を購入した者もおり、商品レビューには対応に関する苦情が多数寄せられた[9][10]。楽天ブックス側は「対象者には個別にメールで連絡を行い、対応方法を相談する」としている。このトラブルののち楽天ブックスでは、楽天バンク決済の取り扱いが中止されたままとなっている。
- 2020年10月6日、セガより発売の「ゲームギアミクロ」の楽天ブックス限定「ゲームギアミクロ ピンズ&コレクションボックス」において、商品到着時にゲームギアミクロ本体が同梱されておらず、付属品だけが先に届いてしまうという発送トラブルが多発した。これによって楽天ブックスは同日、この商品の購入者全員へゲームギアミクロ4台を、無償で発送する措置をとった。また、その２週間後には到着時にへこみや潰れの問い合わせが多かった、付属品のスリーブケースも無償で発送している[要出典]。